# Marta Verginella
Marta Verginella, slovenska zgodovinarka iz Italije, * 20. junij 1960, Trst.

## Življenje
Po maturi na slovenskem liceju v Trstu je študirala zgodovino na Filozofski fakulteti Univerze v Trstu in leta 1984 diplomirala. V letih 1984-88 je učila na slovenskih srednjih šolah v Trstu in Gorici. Leta 1989 je na Oddelku za zgodovino Filozofske fakultete Univerze v Ljubljani začela podiplomski študij in leta 1995 doktorirala.
Leta 1992 se je kot asistentka zaposlila na Oddelku za sociologijo Filozofske fakultete v Ljubljani. Leta 1997 je bila izvoljena za docentko na Oddelku za zgodovino, 2001 za izredno profesorico in 2006 za redno profesorico za občo zgodovino 19. stoletja in teorijo zgodovine. Njena tematska zanimanja segajo na področje socialne zgodovine, spominskih študij, mejnih študij, nacionalnih študij, zgodovine žensk in spola ter ustne zgodovine. 
V letih 1999-2001 je bila namestnica predstojnika Oddelka za zgodovino, 2004/05 predstojnica Oddelka. V letih od 2006 do 2010 je bila članica Znanstvenoraziskovalnega sveta za humanistiko pri ARRS (Javna agencija za raziskovalno dejavnost Republike Slovenije).
Kot gostujoča profesorica je predavala in sodelovala z ISH-Fakulteto za podiplomski študij v Ljubljani, Univerzo Federico II v Neaplju, Univerzo v Sassariju, Univerzo v Trstu, Univerzo na Dunaju, Univerzo v Zagrebu, Univerzo v Alessandriji, Univerzo v Hamburgu  in Univerzo v Padovi. Leta 2005 je bila gostujoča profesorica na Mediteranski katedri na Univerzi v Valenciji. Redno sodeluje na mednarodnih simpozijih doma in v tujini in je bila vodja več znanstvenih raziskovalnih projektov. Od septembra 2015 je članica znanstvenega sveta vsedržavnega inštituta INSMLI v Milanu.  
Je avtorica ali soavtorica 12 znanstvenih monografij, od katerih jih je več prevedenih v tuje jezike. Njena mnografija Il Confine degli altri (Meja drugih) je bila objavljena v treh jezikih (italijanskem, slovenskem in hrvaškem). Italijanski prevod omenjene knjige se je leta 2008 umestil na lestvico najbolj branih historičnih esejev v Italiji. Redno sodeluje z več tujimi organizacijami in združenji (npr. Istituto regionale per la storia del movimento di liberazione nel Friuli-Venezia Giulia, Slovenski znanstveni inštitut na Dunaju, EHESS (Paris), the Institut für Ost- Südosteuropaforschung der Universität Wien). Je članica raznih domačih in tujih združenj (Zveza zgodovinskih društev Slovenije, Slovenska matica, Slovenski raziskovalni inštitut Trst, SISSCO) in uredništev (založba Studia humanitatis, Zgodovinski časopis, Acta histriae, Rivista DEP, Qualestoria, Passato e presente). Od septembra 2015 je članica znanstvenega sveta vsedržavnega inštituta INSMLI v Milanu.
Leta 2017 ji je Študentski svet Filozofske fakultete v Ljubljani podelil priznanje za posebne raziskovalne dosežke, leta 2018 pa je prejela priznanje Filozofske fakultete za enkratni dosežek oziroma dogodek - pridobitev ERC Advanced Grant projekta EIRENE. 2024 je prejela nagrado Klio za leto 2023 (skupaj z Otom Lutharjem in Urško Strle za knjigo Užaljeno maščevanje. Spomini na italijanska fašistična taborišča) 

## Izbrana dela
- Marta Verginella, Družina v Dolini pri Trstu. Zbirka Zgodovinskega časopisa, 7. Ljubljana, 1990;
- Marta Verginella, Ekonomija odrešenja in preživetja: odnos do življenja in smrti na tržaškem podeželju. Knjižnica Annales, 14. Koper, 1996;
- Marta Verginella, Suha pašta, pesek in bombe: vojni dnevnik Bruna Trampuža. Knjižnica Annales, 39. Koper, 2004;
- Marta Verginella, Ženska obrobja: vpis žensk v zgodovino Slovencev. Delta: zbirka za ženske študije in feministično teorijo. Ljubljana, 2006;
- Marta Verginella, Il confine degli altri: la questione giuliana e la memoria slovena. Roma, 2008. ISBN 978-88-6036-199-8;
- Milica Kacin Wohinz in Marta Verginella, Primorski upor fašizmu: 1920-1941. Ljubljana, 2008. ISBN 978-961-213-178-4.
- Marta Verginella, Meja drugih: primorsko vprašanje in slovenski spomin. Ljubljana: Modrijan, 2009.
- Marta Verginella, La guerra di Bruno : l' identità di confine di un antieroe triestino e sloveno (Saggi, Storia e scienze sociali). Roma: Donzelli, 2015.
- Marta Verginella, Terre e lasciti: pratiche testamentarie nel contado triestino fra Otto e Novecento (Beit storia). Trieste: Beit, 2016.
- Oto Luthar, Marta Verginella, Urška Strle: Užaljeno maščevanje. Spomini na italijanska fašistična taborišča: Založba ZRC, Ljubljana 2022.

## Raziskovalno in strokovno delo
- 2017–2022: vodja evropskega raziskovalnega projekta EIRENE – Povojne tranzicije v perspektivi spola. Primer severozahodnega jadranskega prostora
- 2014–2017: vodja ARRS projekta Ženske in prva svetovna vojna
- 2014–2016: vodja ARRS projekta Multikulturna prijateljstva in narodne vezi na presečiščih slovenskega, italijanskega in nemškega sveta (1848–1941)
- 2009–2012: vodja ARRS projekta Pravna in politična zgodovina žensk na Slovenskem
- 2016–2018: članica ARRS raziskovalnega projekta Oborožena meja: Politično nasilje v severnem Jadranu 1914–1941, vodja: dr. Borut Klabjan
- 2011–2014: članica ARRS raziskovalnega projekta Italijanska fašistična taborišča v spominih Slovencev in Slovenk
- 2004–2007: članica INTERREG projekta IIIA/Phare CBC Italia_Slovenia Dalla terra divisa al confine ponte. Frattura e collaborazione nelle aree di confine tra Italia e Slovenia nel secondo dopoguerra (1945–1965)
- 1997–2001: članica ARRS raziskovalnega projekta Epistemične preobrazbe in institucionalni razvoji v humanistiki
- 1997–1999: članica ARRS raziskovalnega projekta Dinamike političnega dogajanja, ideoloških in kulturnih premikov ter družbeno-gospodarski in etničnih sprememb na Tržaškem v 19. in 20. stoletju
- 1999– : članica ARRS programske skupine Slovenska zgodovina (Oddelek za zgodovino Filozofske fakultete Univerze v Ljubljani)